# 奕格
奕格（1805年4月17日—1858年3月31日），愛新覺羅氏，清朝宗室，胤祥玄孫、寧良郡王弘晈曾孫、追封怡親王永福之孫、追封怡親王綿譽第三子，母側室李佳氏。
道光二十四年三月（1844年），襲固山貝子。曾任正紅旗漢軍副都統、鑲白旗滿洲都統、烏里雅蘇臺將軍、署鑲白旗漢軍都統、正紅旗漢軍都統、鑲紅旗蒙古都統、黑龍江將軍、鑲黃旗蒙古都統。咸豐八年（1858年），卒。同治三年（1864年），恢復怡親王爵位，上命其子載敦承襲為怡親王，奕格為追封怡親王。

## 家庭
- 嫡福晉他他拉氏，其父正白旗滿洲哈齊香阿（塔爾巴哈臺參贊大臣），祖父扎拉芬（福州將軍、世襲三等襄寧伯）。
- 子載敦承襲為怡親王。